# Исидор Глава
Исѝдор Глава̀ (на гръцки: Ισίδωρος Γλαβάς, катаревуса Ἰσίδωρος Γλαβᾶς, Исѝдорос Глава̀с) е православен духовник, митрополит на Вселенската патриаршия и светец.

## Биография
Роден е вероятно в Солун в 1341/1342 година със светското име Йоан. На 1 април 1375 година става монах и приема името Исидор. На 25 май 1380 година е избран за солунски митрополит. Исидор Глава управлява паството си в трудни условия. Скоро след възшествието си той влиза в остър конфликт с патриарх Нил I Константинополски, а към 1383 започва продължителна обсада на Солун от турците. На 26 октомври 1383 година (Димитровден) произнася едно слово, с което се обръща към паството си. В края на 1383 или пролетта на 1394 година Исидор напуска Солун. За това си деяние през септември 1384 година е санкциониран от Светия синод с лишаване от митрополитската катедра. През септември-октомври 1385 година той е реабилитиран и възстановен в предишния си сан. Остава на този пост до смъртта си. Умира на 11 януари 1396 година. Според други източници Исидор оглавява Солунска епархия до 1393 година. Провъзгласен е за светец. Исидор принадлежи към исихастите, които са последователи на Григорий Палама. Важен исторически извор е запазеното му обръщение към солунчани след превземането на града от турците в 1387 година.